# Albert Milota
Albert Milota (8. dubna 1877 Lochovice – 22. prosince 1940 Praha) byl český a československý právník, profesor trestního práva a vysokoškolský funkcionář působící na Slovensku, meziválečný politik Národní strany práce a senátor Národního shromáždění ČSR za Československou stranu národně socialistickou.

## Život
Navštěvoval gymnázium v Plzni a Domažlicích. Studoval práva na Vídeňské univerzitě a na české právnické fakultě v Praze, v roce 1901 zde byl promován doktorem práv. Začínal podobně jako jeho otec jako železniční úředník v Domažlicích, ale za krátkou dobu přešel do justice, byl auskultantem v Plzni a pak u domažlického okresního soudu, kde byl také roku 1911 jmenován soudcem. Během války veřejně vystupoval pro českou samostatnost, pak byl v letech 1919–1922 předsedou oddělení pro trestněprávní legislativu při československém ministerstvu spravedlnosti. Vypracoval např. osnovy zákonů proti padělání a lichvě nebo o podmíněném odsouzení. To jej také nakonec vedlo k většímu zájmu o teoretické otázky trestního práva. V roce 1922 začal působit v Bratislavě, nejdříve jako soukromý docent československého trestního práva, ale ještě téhož roku jako řádný profesor University Komenského, kde setrval do roku 1939. Vedl kriminologický ústav a seminář trestního práva na právnické fakultě této univerzity. V ročníku 1930–1931 byl rektorem univerzity, v ročníku 1931–1932 prorektorem. Pro ročníky 1925–1926 a 1929–1930 byl děkanem a v ročníku 1926–1927 proděkanem Právnické fakulty Univerzity Komenského.
Kromě toho se angažoval ve veřejném životě. Předsedal právnímu odboru Učené společnosti Šafárikovy, zasedal ve vedení komise pro státní právní zkoušky na Právnické fakultě Univerzity Komenského, byl předsedou Československého ústředního spolku vysokoškolských učitelů, Sboru pro sociální péči o vysokoškolské studentstvo v Bratislavě, kuratória Vyšší družstevní školy, Štefánikovy společnosti, Slovenské družstevní rady, místopředsedou Slovenské unifikační komise pro reformu trestního zákona, komise pro reformu civilního soudního řádu, komise pro státní právnické zkoušky, Společnosti přátel vysokoškolských studentů, členem různých akademických a právnických komisí. Byl rovněž mimořádným členem České akademie věd a umění a čestným členem studentského spolku Právnik. Publikoval řadu odborných děl v oboru trestněprávní nauky, podílel se na tvorbě četných zákonů, např. na ochranu republiky, o trestním soudnictví nad mládeží, tiskový zákon či na ochranu cti.
V roce 1925 se angažoval v nově liberální politické formaci Národní strana práce, za kterou v parlamentních volbách v roce 1925 kandidoval do senátu Národního shromáždění ve volebním kraji Košice – Nové Zámky. Strana ale neuspěla, parlamentní zastoupení nezískala a v následujících letech většina jejích aktivistů přešla k národním socialistům. V parlamentních volbách v roce 1929 získal Milota za národní socialisty senátorské křeslo v Národním shromáždění. Mandát obhájil v parlamentních volbách v roce 1935. V senátu setrval do jeho zrušení roku 1939, přičemž krátce předtím, v prosinci 1938, ještě přestoupil do nově vzniklé Strany národní jednoty. Téhož roku odešel nuceně ze Slovenska a byl dán k dispozici ministerstvu školství v Praze.

## Dílo
- Podmíněné odsouzení a propuštění (1919)
- Uherský trestní zákoník (spoluautor, 1919)
- Trestní řád uherský (spoluautor, 1919)
- Trestní řád platný na Slovensku a Podkarpatské Rusi (spoluautor, 1922, dostupné online)
- Působnost zákonů trestních (1922)
- Proč stát trestá (1923)
- Zákon na ochranu republiky (1923)
- Trestní právo hmotné. Část obecná (1926)
- Učebnice obojího práva trestního, platného v Československé republice. Právo hmotné (1926)
- Der Vorentwurf eines tschechoslowakischen Strafgesetzes (1926)
- Trest smrti (1927)
- Trestné zákony zeme Slovenskej a Podkarpatskej (spoluautor, 1931)
- Slovenský trestní zákon a zákon přestupkový (1932)
- Nové československé právo tiskové (spoluautor, 1933)
- Reforma trestního zákona v Československu (1934)
- Trestní zákon s vedlejšími zákony (1936)